# Sigmodon arizonae
Sigmodon arizonae är en däggdjursart som beskrevs av Edgar Alexander Mearns 1890. Sigmodon arizonae ingår i släktet bomullsråttor, och familjen hamsterartade gnagare. IUCN kategoriserar arten globalt som livskraftig.

## Utseende
Arten är med en absolut längd av 20 till 35 cm, inklusive en 8,5 till 15,5 cm lång svans, en stor medlem av släktet. Den väger 125 till 210 g. Även bakfötterna är med cirka 3,5 cm längd tydlig större än hos andra bomullsråttor som lever i samma region (Sigmodon fulviventer, Sigmodon ochrognathus). Pälsen på ovansidan har en prickig textur med bruna och vita hår. I kroppsformen påminner Sigmodon arizonae om en mycket stor sork.

## Utbredning och habitat
Denna bomullsråtta förekommer från Arizona till västra Mexiko. En avskild population finns i gränsområdet mellan Arizona och Kalifornien vid Coloradofloden. Tidigare fanns arten även i Nevada. Habitatet utgörs av områden med gräs som diken, strandlinjen av dammar och fältkanter.

## Ekologi
Individerna kan vara aktiva på dagen och på natten. De går främst på marken och har simförmåga. För övrigt antas att levnadssättet motsvarar de andra bomullsråttorna.

## Underarter
Arten delas in i följande underarter:
- S. a. plenus
- S. a. arizonae

Wilson & Reeder (2005) listar S. a. plenus som synonym.